# EC Peiting
Der EC Peiting ist die Eishockeyabteilung des Turn- und Sportvereins Peiting aus dem oberbayerischen Markt Peiting. Der offizielle Vereinsname lautet Eissportclub Peiting im Turn- und Sportverein e. V.

## Geschichte
Lange vor der Gründung des TSV Peiting wurde in Peiting Eishockey gespielt. Am 4. Februar 1934 fand das erste Spiel einer Eishockeymannschaft gegen eine Auswahl aus dem benachbarten Lechbruck statt. Dennoch dauerte es bis zum Jahr 1952, bis sich der EC im Turn- und Sportverein Peiting gründete. Die Spielstätte war zunächst ein örtliches Freibad, welches im Winter in eine Eisbahn umgewandelt wurde, sowie später eine Eiswiese, beziehungsweise ein öffentlicher Platz. Vergleiche mit anderen Mannschaften waren durchgehend freundschaftlicher Natur und nach einer vierjährigen Pause – 1960 kam der Eissport in Peiting kurzzeitig zum Erliegen – stellte die Gemeinde dem Verein eine neue Sportstätte zur Verfügung.
Am 22. Oktober 1966 wurden schließlich die Strukturen für einen regelmäßigen Spielbetrieb geschaffen, indem sich innerhalb des TSV ein organisierter Eissportclub organisierte. Am 11. Januar 1967 erfolgte das erste Freundschaftsspiel gegen den TSV Hohenpeißenberg und die darauf folgende Saison erfolgte die erstmalige Teilnahme am Spielbetrieb der Kreisklasse 6. Bereits eine Spielzeit später erfolgte der Aufstieg in die Landesliga und nach der Einführung einer eingleisigen Oberliga rückte der TSV 1970 in die Natureis-Bayernliga auf. Diese Spielzeit war gleichzeitig auch die letzte im Natureisstadion, da seit Dezember 1967 ein Kunsteisstadion gebaut wurde und dieses am 25. November 1972 eingeweiht wurde. Durch die neue Spielstätte trat die Mannschaft erstmals in der Regionalliga an. Erster Gegner im Kunsteisstadion war der EV Landsberg, der mit 3:2 gegen die Peitinger die Oberhand behielt.
Aufgrund erheblicher Umstrukturierungen im deutschen Eishockey und einem reformierten Ligenbetrieb wurde im Sommer 1973 die Eishockeyabteilung in den EC Peiting im TSV Peiting ausgelagert und der Spielbetrieb 1973/74 in der nun drittklassigen Oberliga Süd fortgesetzt. Von 1974/75 mit 1977/78 nahm der EC Peiting an der 2. Eishockey-Bundesliga teil, bevor eine Saison der Spielbetrieb ausgesetzt wurde. Danach spielte der EC ab 1979/80 in der Oberliga Süd – bis auf die Saison 1983/84, wo erneut an der 2. Eishockey-Bundesliga teilgenommen wurde – bis zur Einführung der Deutschen Eishockey Liga 1994. Bei der Ligenneueinteilung ging der EC Peiting in die 1. Liga Süd, in der die Mannschaft bis 1997/98 verblieb. Als die 2. Eishockey-Bundesliga zur Saison 1998/99 wieder eingeführt wurde, ließ sich der Verein in die 2. Liga Süd zurückstufen. Aus dieser Liga rückten die Oberbayern trotz finanzieller Bedenken in die Oberliga Süd 2000/01 nach und wurde dort als Aufsteiger auf Anhieb Fünfter, welches mit den Einzug in das Playoff-Viertelfinale gegen die Crocodiles Hamburg resultierte. Dieser Erfolg konnte 2002/03 gesteigert werden, indem die Mannschaft in den Meisterschafts-Playoffs erst im Halbfinale gegen den späteren Meister 1. EV Weiden mit 2:1 Spielen verlor. In den Folgejahren etablierte sich der EC Peiting in der Oberliga und konnte mit dem Finaleinzug und den Vizemeisterschaften in den Spielzeiten 2008/09 und 2009/10 die bis dato größten Erfolge der jüngeren Vereinsgeschichte feiern. Der EC Peiting feierte in der Saison 2011/2012, 2012/13 und 2018/19 die Meisterschaft der Oberliga-Süd.

### Erfolge
- Aufstieg in die 1. Eishockey-Liga 1994
- Aufstieg in die 2. Bundesliga 1974, 1983
- Süddeutscher Meister 1982
- Deutscher Oberliga-Meister[3] 1974
- Deutscher Oberliga-Vizemeister 1982, 2010
- Deutscher Juniorenmeister 2011, 2014
- Rekordmeister Oberliga-Süd (4)
- Meister Oberliga Süd/West 2003
- Vizemeister Oberliga Süd 2009
- Aufstieg in die Oberliga 1973, 1993, 2000
- Meister Regionalliga Süd/3. Liga 1973
- Deutscher Regionalliga-Meister 1993
- Aufstieg in die Regionalliga (3. Liga) 1972
- Vizemeister 2. Eishockey-Liga 1999
- Aufstieg in die Natureis-Bayernliga (4. Liga) 1970[2]
- Bayerischer Bezirksliga-Meister/Süd 2015 (1b)
- Bayerischer Kreisliga-Meister 1969

## Trainer
| Saison    | Trainer                                                 |
| --------- | ------------------------------------------------------- |
| 1952–1954 | Michael Schmid                                          |
| 1965–1968 | Manfred Fliegauf                                        |
| 1968–1970 | Detlev Bark                                             |
| 1970–1972 | Josef Wörschhauser                                      |
| 1972–1973 | Alfred Nieder                                           |
| 1973–1976 | Johann Schmaußer                                        |
| 1976–1977 | Gustav Hanig (bis Oktober 1977)                         |
| 1977–1978 | Helmut Lackner (ab Oktober 1977)                        |
| 1978–1979 | Jan Egermajer (Spielbetrieb vor der Saison eingestellt) |
| 1979–1981 | Johann Schmaußer (bis Januar 1981)                      |
| 1981      | Ernst Trautwein (ab Januar 1981)                        |
| 1981–1983 | Gerd Wittmann                                           |
| 1983      | Rudolf Gröger (bis Oktober 1983)                        |
| 1983      | Herbert Schmid (Interimstrainer, Oktober 1983)          |
| 1983–1984 | Gustav Hanig (ab Oktober 1983)                          |
| 1984–1985 | Berthold Hartelt (bis Februar 1985)                     |
| 1985      | Herbert Schmid (ab Februar 1985)                        |

| Saison    | Trainer                                                      |
| --------- | ------------------------------------------------------------ |
| 1985–1988 | Gert Landshut (bis Februar 1988)                             |
| 1988      | Herbert Schmid (Interimstrainer, ab Februar 1988)            |
| 1988      | Gert Landshut (Juni–November 1988)                           |
| 1988      | Doug Irwin (November 1988, ab Januar 1989)                   |
| 1988      | Richard Kolb (Interimstrainer, November–Dezember 1988)       |
| 1988–1991 | Doug Irwin                                                   |
| 1991      | Wolfgang Rosenberg (bis November 1991)                       |
| 1991      | Johannes Schmaußer (Interimstrainer, November–Dezember 1991) |
| 1991–1993 | Gert Landshut (ab November 1991)                             |
| 1993–1994 | Peter Freißl (ab Dezember 1993)                              |
| 1994–1996 | Alexej Sulak                                                 |
| 1996–1997 | Norbert Strobl (bis Oktober 1996)                            |
| 1996–1997 | Johannes Schmaußer (Interimstrainer, Oktober 1996)           |
| 1996–1997 | Don Depoe (Oktober–Dezember 1996)                            |
| 1996–1997 | Kenneth Latta (ab Dezember 1996)                             |

| Saison    | Trainer                                             |
| --------- | --------------------------------------------------- |
| 1997      | Kenneth Latta (bis Oktober 1997)                    |
| 1997–1999 | Alexej Sulak (ab Oktober 1997)                      |
| 1999      | Eduard Giblak (bis November 1999)                   |
| 1999      | Nikolaus Habermann (Interimstrainer, November 1999) |
| 1999      | Albin Wimmer (Interimstrainer, November 1999)       |
| 1999–2003 | Georg Kink (ab Dezember 1999)                       |
| 2004      | Christian Winkler (ab Januar 2004)                  |
| 2004–2006 | Johannes Schmaußer (bis November 2006)              |
| 2006–2007 | Ron Chyzowski (ab November 2006)                    |
| 2007–2012 | Alexej Sulak                                        |
| 2012–2014 | Joseph Heiß                                         |
| 2014–2016 | John Sicinski                                       |
| 2016–2022 | Sebastian Buchwieser                                |
| 2022–2024 | Anton Saal                                          |
| seit 2024 | John Sicinski                                       |

## Spielstätte
Der EC Peiting trägt seine Heimspiele in der Eissporthalle Peiting an der Alfons-Peter-Straße aus. Sie besitzt ein Fassungsvermögen von insgesamt 2.500 Zuschauern.

## Nachwuchs
Neben der Seniorenmannschaft hat der EC Peiting eine erfolgreiche Nachwuchsarbeit, wobei die Juniorenmannschaft vor Einführung der DNL und DNL2 an der Bundesliga Süd teilnahm:
- Deutscher Juniorenmeister 2011, 2014
- Deutscher Junioren-Vizemeister[6] 2010

Seit mehreren Jahren nimmt der EC Peiting nun an der DNL2 teil.